# Ormocarpum suberosum
Ormocarpum suberosum är en ärtväxtart som beskrevs av Johannes Elias Teijsmann och Simon Binnendijk. Ormocarpum suberosum ingår i släktet Ormocarpum och familjen ärtväxter. Inga underarter finns listade i Catalogue of Life.